# Tennistoernooi van Peking 2005
|                                          |  |                                     |
| Maria Kirilenko, winnares bij de vrouwen |  | Rafael Nadal, winnaar bij de mannen |

Het tennistoernooi van Peking van 2005 werd van 12 tot en met 25 september 2005 gespeeld op de hardcourtbanen van het Beijing Tennis Center in de Chinese hoofdstad Peking. De officiële naam van het toernooi was China Open.
Het toernooi bestond uit twee delen:
- ATP-toernooi van Peking 2005, het toernooi voor de mannen (12–18 september)
- WTA-toernooi van Peking 2005, het toernooi voor de vrouwen (19–25 september)

ATP-toernooi van Peking‎ – WTA-toernooi van Peking/Shanghai

2000 · 2001–2003 · 2004 · 2005 · 2006 · 2007 · 2008 · 2009 · 2010 · 2011 · 2012 · 2013 · 2014 · 2015 · 2016 · 2017 · 2018 · 2019 · 2020–2022 · 2023 · 2024